# Coliseo Centenario Torreón
El Coliseo Centenario de Torreón es una plaza de toros situada Torreón, en el estado de Coahuila, México. Además de para corridas de toros se emplea para otros eventos culturales, deportivos y de ocio.

## Historia
Fue inaugurado el 8 de febrero de 2008 con corrida inaugural de Pablo Hermoso de Mendoza, Eulalio López “Zotoluco” e Ignacio Garibay en la que el primer toro lidiado de la ganadería de Bernardo de Quirós tenía el nombre de Centenario. Además se lidiaron toros de Santa Bárbara. En febrero de 2016 sufrió un incendio en su cubierta producido por la pirotecnia de un espectáculo. Entre las faenas sobresalientes señalar las puertas grandes para Antonio García "El Chihuahua" (2011), Federico Pizarro (2011), Manolo Mejía (2011), Pablo Hermoso de Mendoza y El Payo (5 de abril de 2014), El Juli (16 de febrero de 2014). También destacar el indulto de Miranete de la ganadería Pozo Hondo por Silveti (17 de febrero de 2014).
El primer concierto de música se llevó a cabo el 14 de febrero de 2008 realizado por The Doors. Otros actos musicales que aparecen en el Coliseo Centenario son Banda el Recodo, Maná, Mägo de Oz, Pedro Fernández, Yuridia (2018), Carlos Rivera (2018) Café Tacuba, Ha*Ash (2018), Juan Gabriel, Steve Aoki, Gloria Trevi (2019), Maluma (2019), Alejandra Guzmán (2018) CD9, Alejandro Sanz (2019), Emmanel y Mijares (2020), Hombres G (2020) o Alejandro Fernández (2020), entre otros. [cita requerida]

## Descripción
El recinto está ubicado a un costado de la Expoferia. Se trata de una plaza de toros de segunda categoría. El estilo arquitectónico recuerda al coliseo romano. El inmueble tiene capacidad para 11,500 personas, cuenta con clima artificial, 60 palcos de lujo, dos restaurantes a nivel del ruedo, bares y todos los servicios para el público asistente. El ruedo tiene 39 metros de diámetro.
Después del incendio de 2016 se hizo una remodelación al recinto, que consistió en el retiro de los arcos en los palcos y zona general, un crecimiento en la capacidad del área de gradas para mil 500 personas más. En cuanto a la acústica, se mejoró a través de paneles aislantes, se cambiaron las butacas, ahora se cuenta con palcos de mayor tamaño y con baño independiente cada uno, también el inmueble cuenta con dos terrazas y bares para los fumadores. Además, se hizo una remodelación completa de la fachada exterior del Inmueble.
El Coliseo Centenario cuenta con salón para ruedas de prensa, áreas comerciales y un amplio estacionamiento. Además, cuenta con las instalaciones auxiliares propias de una plaza de toros como corrales, capilla y enfermería así como con un museo taurino y la escuela taurina Academia de Cultura Taurina del Coliseo Centenario de Torreón.